# Покальчук, Юрий Владимирович
Ю́рий Влади́мирович Покальчу́к (24 января 1941, Кременец — 10 сентября 2008, Киев) — советский и украинский писатель, переводчик, научный работник, кандидат филологических наук, глава международного отдела Союза писателей Украины.

## Биография
Юрий Покальчук родился 24 января 1941 года в Кременце, детство и юность провел в Луцке, где окончил школу, учился в Луцком пединституте, затем перевёлся в Ленинградский университет (факультет восточных языков, индология).
С 1976 года — член Союза писателей Украины.
С 1994 до 1998 года — глава иностранного отделения Союза писателей Украины.
1997—2000 годы — президент Ассоциации украинских писателей.
2000—2002 годы — член Национального совета по телевидению и радиовещанию.
С 31 мая 2007 — почётный член Литературной группировки СТАН.
Умер 10 сентября 2008 года в Киеве.
В СССР был одним из первых переводчиков произведений Хорхе Луиса Борхеса. Переводил Хэмингуэя, Сэлинджера, Кортасара, Амаду, Марио Варгаса Льосу, Киплинга, Рембо и много других. Владел 11 иностранными языками. Его работа «Современная латиноамериканская проза» (1978) в советское время была единственной украиноязычной монографией о латиноамериканской литературе. Написал 17 художественных книг. В собственных произведениях тяготел к эротическим темам.

## Произведения
- Кто ты?
- Сейчас и всегда
- Цветные мелодии
- Кофе с Матагальпы
- Время прекрасное
- Сабля и Стрела (2003)
- Модерат
- Озёрный ветер
- То, что внизу
- Такси блюз (2003)
- Окружная дорога (2004)
- Запрещённые игры (2005)
- Головокружительный запах джунглей (2005)
- Хулиганы (2006)
- Не наступайте на любовь (2007)
- Кама Сутра (собрание сочинений) (2007).

## Литературоведческие исследования
- Одинокое поколение
- На пути к новому сознанию
- Современная латиноамериканская проза.